# 2013 RZ53
2013 RZ53 est un petit astéroïde Apollon découvert le 13 septembre 2013 par le Mount Lemmon Survey et ayant frôlé la Terre cinq jours plus tard.

## Découverte
Selon le Centre des planètes mineures, l'astéroïde 2013 RZ53 fut observé pour la première fois le 13 septembre 2013. La découverte a eu lieu dans le cadre du Mount Lemmon Survey à l'Université de l'Arizona, projet qui fait lui-même partie du Catalina Sky Survey, programme plus large sponsorisé par la NASA qui recherche les astéroïdes potentiellement dangereux.

## Caractéristiques physiques et orbitales
À la suite de sa découverte, 2013 RZ53 a été observé pendant plusieurs jours, ce qui a permis aux scientifiques d'en déduire sa trajectoire. Son orbite, très similaire à celle de la Terre, le classe dans la famille Apollon, la même famille que celle dont était probablement issu l'objet à l'origine du superbolide de Tcheliabinsk de février 2013. Cependant 2013 RZ53 est bien plus petit que ce dernier, seulement entre 1 et 3 mètres de long, contre 17 à 20 mètres pour le bolide avant qu'il explose,. La petite taille de 2013 RZ53 est telle que l'astéroïde se désintégrerait dans l'atmosphère s'il se dirigeait vers la Terre et donc qu'il ne pose aucun danger pour notre planète .

### Approche de la Terre et de la Lune
Le 17 septembre 2013 à 4 h 8 UTC, 2013 RZ53 est passé à environ 0,001 983 unité astronomique (296 800 kilomètres) de la Lune. Le lendemain 18 septembre 2013 à 22 h 51 UTC, l'astéroïde est passé à 0,001 626 unité astronomique (243 200 kilomètres) de la Terre. À titre de comparaison, la distance moyenne entre la Terre et la Lune est 0,002 409 unité astronomique (384 400 kilomètres).
Selon les dernières estimations en date du 18 septembre 2013, sur la période 1924 - 2058, l'approche la plus importante entre 2013 RZ53 et la Terre a eu lieu le 13 mars 1954 lorsqu'ils étaient à seulement 0,000 68 unité astronomique (102 000 kilomètres) l'un de l'autre. Sur cette même période, l'approche la plus importante entre l'astéroïde et la Lune est celle susmentionnée du 17 septembre 2013 ; l'approche du 18 septembre semble la deuxième plus importante avec la Terre sur cette période.